# Paropsia braunii
Paropsia braunii är en passionsblomsväxtart som beskrevs av Ernest Friedrich Gilg. Paropsia braunii ingår i släktet Paropsia och familjen passionsblomsväxter. Inga underarter finns listade i Catalogue of Life.